# Eduard Walerjewitsch Schirnow
Eduard Walerjewitsch Schirnow (russisch Эдуард Валерьевич Жирнов, wiss. Transliteration Ėduard Valer'evič Žirnov; * 27. Mai 2001) ist ein russischer Nordischer Kombinierer.

## Werdegang
Schirnow geht für seine Heimatstadt Moskau an den Start, war im Jahr 2020 jedoch in Beresniki in der Region Perm wohnhaft. Er gab am 7. Januar 2017 beim Youth-Cup-Wettbewerb in Harrachov sein internationales Debüt und belegte dabei den zwölften Platz. Bei den Nordischen Junioren-Skiweltmeisterschaften 2019 in Lahti erreichte er im Gundersen-Wettbewerb über fünf Kilometer Rang 36, ehe er gemeinsam mit Witali Scharschawin, Alexander Milanin und Artjom Galunin Neunter im Team wurde. Den zweiten Einzelwettkampf über zehn Kilometer schloss er auf dem 23. Platz ab. Am Wochenende des 8. bis 10. Februars debütierte Schirnow in Eisenerz im Continental Cup, dem Unterbau zum Weltcup. Er verpasste im Einzel deutlich die Punkteränge und belegte darüber hinaus in der Staffel den achten Platz. Ende März 2019 gewann er als Dritter im Team bei den russischen Meisterschaften in Nischni Tagil seine erste nationale Medaille. Im Winter 2019/20 kam Schirnow erst am vierten Februarwochenende zum Einsatz, als er erneut in Eisenerz die Punkteränge beim Massenstart-Wettkampf im Continental Cup verpasste. Bei den Nordischen Junioren-Skiweltmeisterschaften 2020 in Oberwiesenthal kam er im Einzel auf den 38. Platz und wurde zudem gemeinsam mit Glafira Noskowa, Alexandra Glasunowa und Alexander Milanin im Mixed-Team Sechster sowie im Teamwettkampf der Herren Zwölfter. Zum Saisonabschluss gewann er in Nischni Tagil seine ersten Continental-Cup-Punkte.
Im Winter 2020/21 versuchte sich Schirnow am 18. Dezember 2019 in Ramsau am Dachstein erstmals im Weltcup, konnte sich für den Wettbewerb jedoch nicht qualifizieren. Mitte Januar wurde er russischer Juniorenmeister. In den folgenden Wochen nahm er wieder im Continental Cup teil, wo er sowohl in Eisenerz als auch in Lahti die Punkteränge verfehlte. Bei seinen dritten Nordischen Junioren-Skiweltmeisterschaften, die 2021 erneut in Lahti stattfanden, belegte Schirnow den 36. Platz im Einzel sowie den neunten Rang im Mixed-Team. Beim Saisonhöhepunkt, den Nordischen Skiweltmeisterschaften 2021 in Oberstdorf, wurde Schirnow beim Gundersen-Wettbewerb von der Großschanze eingesetzt. Mit einem Rückstand von mehr als zehn Minuten kam er auf dem 47. Platz ins Ziel. Beim abschließenden Continental-Cup-Wochenende in Nischni Tagil erreichte Schirnow an allen drei Wettkampftagen die Punkteränge und erzielte dabei mit dem 24. Rang sein bis dato bestes Resultat. In der Continental-Cup-Gesamtwertung nahm er den 63. Platz ein. Bei den russischen Meisterschaften Ende März 2021 in Nischni Tagil belegte Schirnow im Einzel den 17. Platz und gewann darüber hinaus im Team seinen ersten Meistertitel bei den Herren.

## Statistik

### Continental-Cup-Platzierungen
| Saison  | Platz | Punkte |
| ------- | ----- | ------ |
| 2019/20 | 87.   | 05     |
| 2020/21 | 63.   | 16     |